# قربة (وعاء)

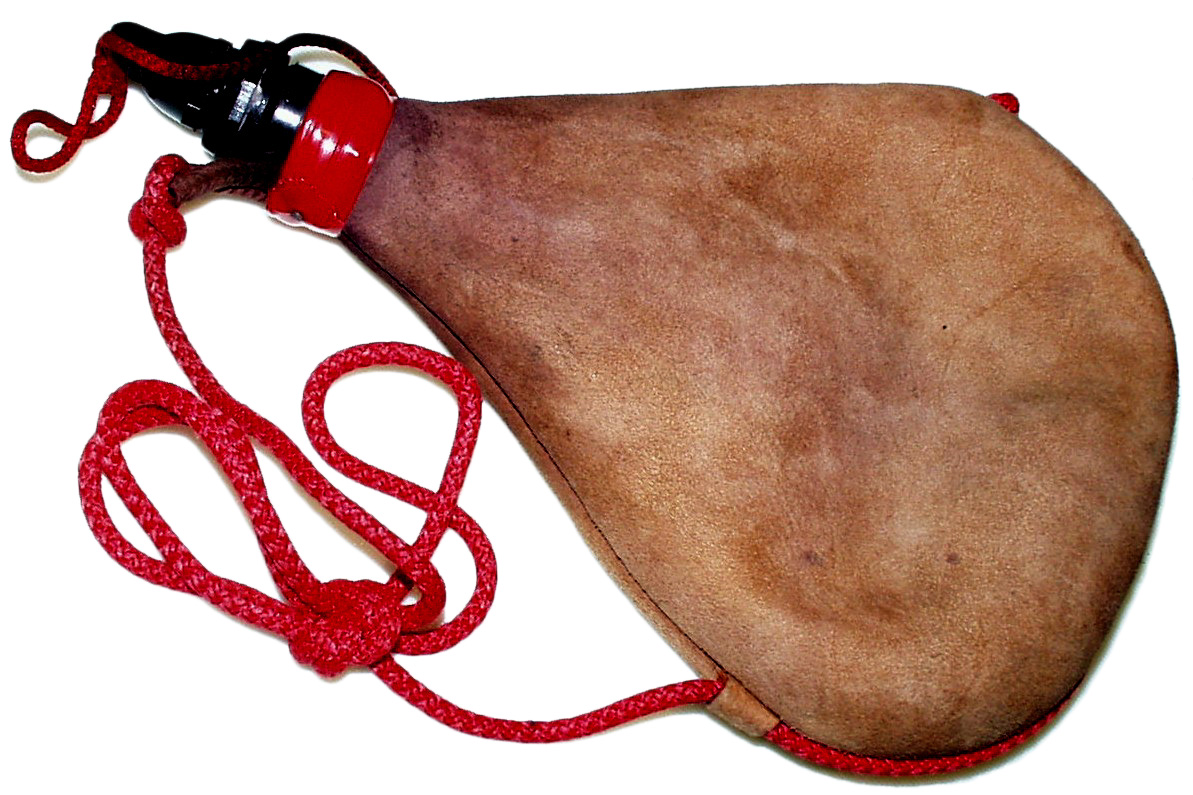
القربة.

القِرْبَة (الجمع: قِرَب) أو الزِقّ (الجمع: أَزْقَاق) هي وعاء أو كيس من جلد الماعز أو البقر لاحتواء السوائل وتستخدم عادةً لحفظ الماء وتبريده في القرى النائية التي لاتوجد فيها كهرباء وكذلك تستخدم للبن الحامض.